# サンウッド品川天王洲タワー

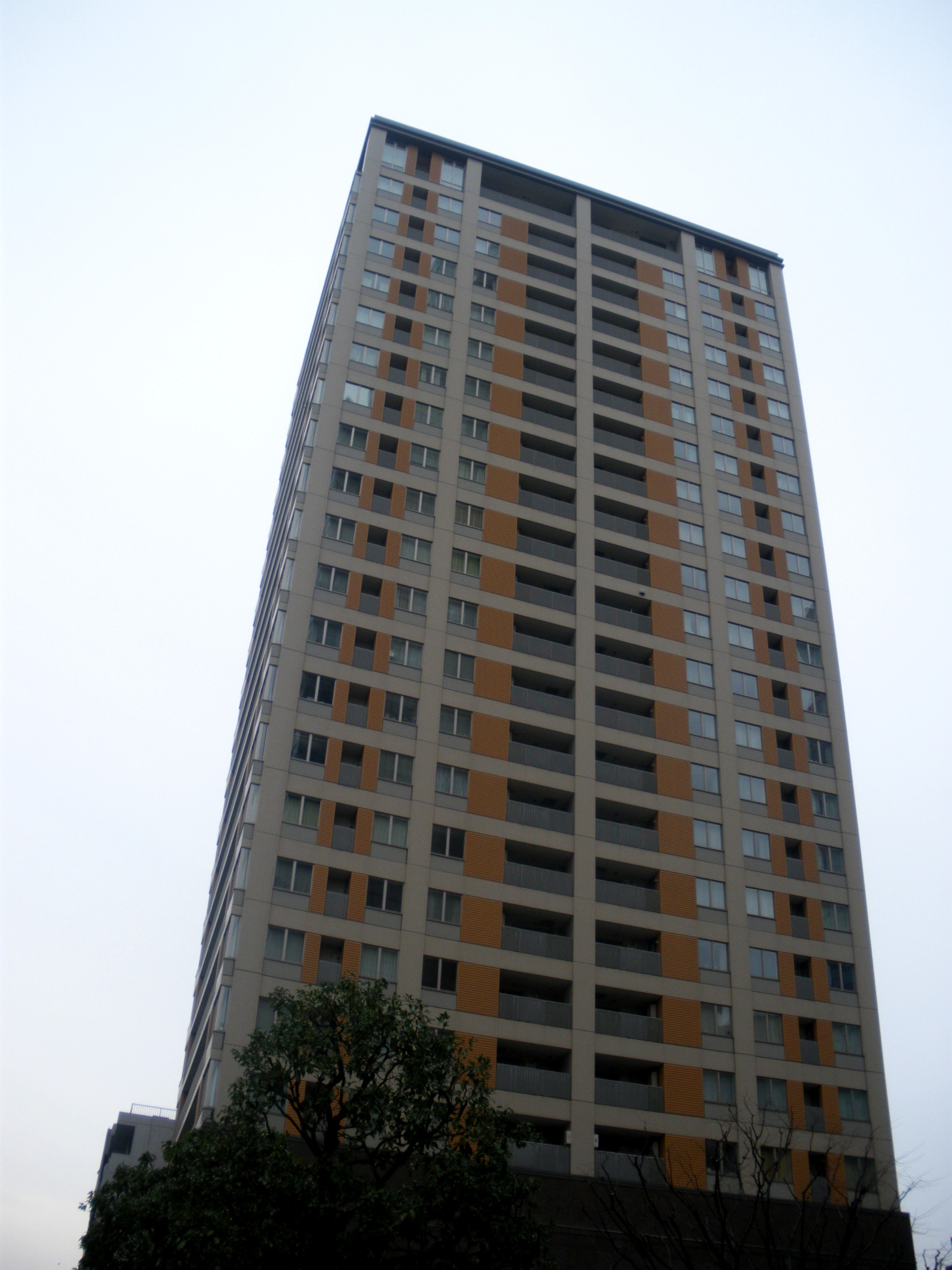
サンウッド品川天王洲タワー

サンウッド品川天王洲タワー（サンウッドしながわてんのうずタワー）は、東京都品川区東品川二丁目の天王洲アイルにある超高層マンション。

## 概要
かつては2棟のビルが建っていたが、取り壊され跡地を一体的に開発する形で2003年に着工した。東京都道317号環状六号線が建物南側を東西に走る。当時は天王洲アイルの再開発事業が一段落した時期であり、周辺にはすでに超高層ビルが林立していた。サンウッドが事業主となったタワーマンションにおいて、サンウッドを冠しているのは当タワーとサンウッド三田パークサイドタワーのみとなっている。
- 高さ:81m（地上23階、地下1階）
- 竣工 2005年2月
- 事業主（売主）サンウッド

## 構造
地上23階・地下1階の鉄筋コンクリート構造（中間免震構造）

## 施工
- 株式会社大林組
- 株式会社きんでん

## アクセス
- 東京臨海高速鉄道りんかい線・東京モノレール羽田線・天王洲アイル駅より徒歩2〜3分程度。
- 品川駅より都営バス(品96系統)の『天王洲アイル』、または都営バス・品98系統『新東海橋』下車　各バス停より徒歩2〜3分程度。

## 近隣施設
- スフィアタワー天王洲
- 天王洲パークサイドビル
- 天王洲郵船ビル
- 天王洲セントラルタワー
- シーフォートスクエア